# 5102 Benfranklin

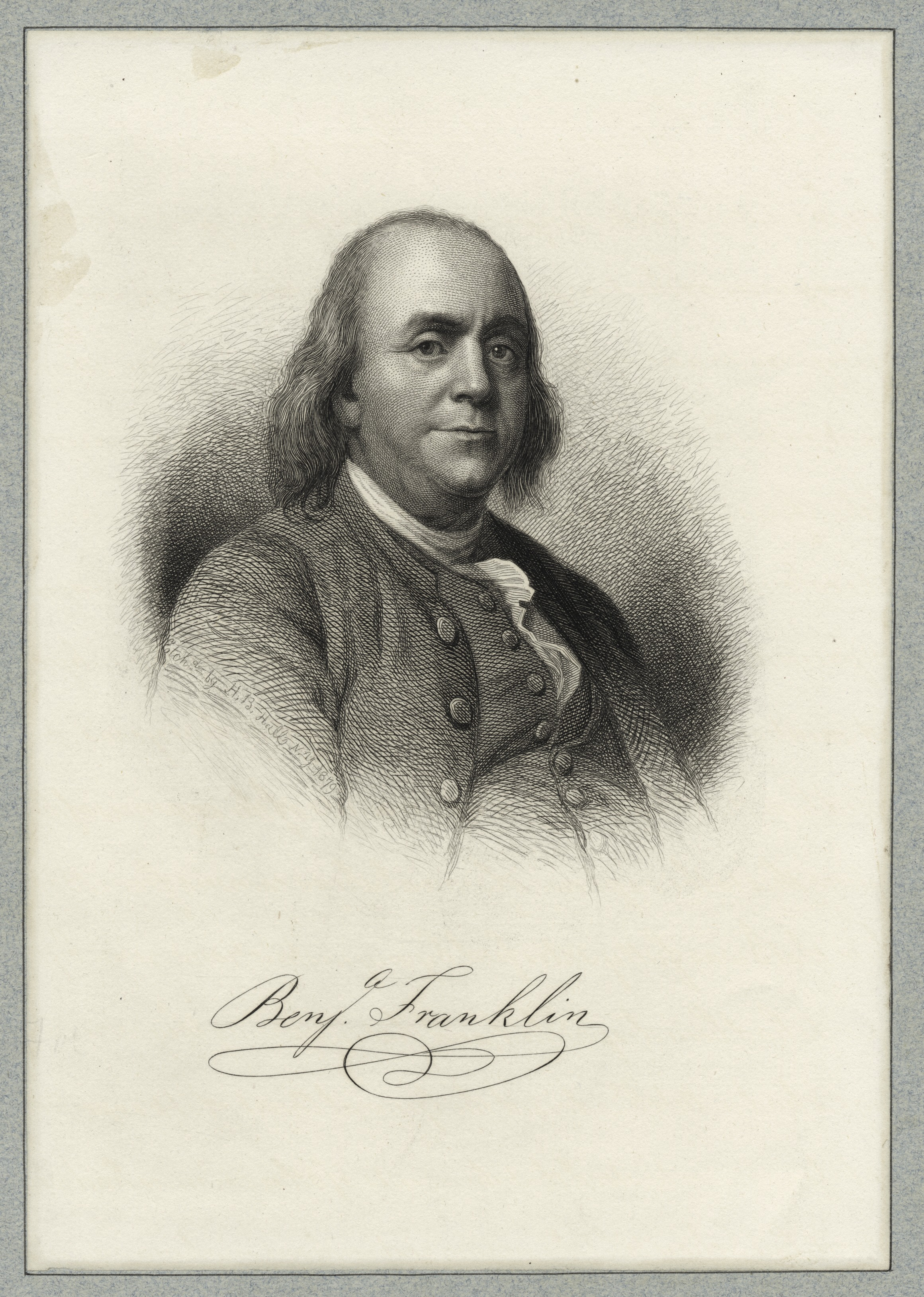
Benjamin Franklin

5102 Benfranklin eller 1986 RD1 är en asteroid i huvudbältet som upptäcktes den 2 september 1986 av den tjeckiske astronomen Antonín Mrkos vid Kleť-observatoriet i Tjeckien. Den är uppkallad efter den amerikanske vetenskapsmannen och politikern Benjamin Franklin.
Asteroiden har en diameter på ungefär 16 kilometer.